# Jeremy Ausmus
Jeremy Ausmus (* 22. September 1979 in Lamar, Colorado) ist ein professioneller US-amerikanischer Pokerspieler.
Ausmus hat sich mit Poker bei Live-Turnieren knapp 16,5 Millionen US-Dollar erspielt. Er ist sechsfacher Braceletgewinner der World Series of Poker, bei der er 2012 den Finaltisch des Main Events erreichte, und gewann 2022 die PokerGO Cup Championship. Der Amerikaner stand im Februar 2023 für eine Woche an der Spitze der Pokerweltrangliste.

## Persönliches
Ausmus stammt aus Lamar in Colorado. Er machte seinen Bachelor an der Colorado State University in Fort Collins. Ausmus lebt mit seiner Frau und zwei gemeinsamen Kindern in Las Vegas.

## Pokerkarriere

### Werdegang
Ausmus spielte von September 2006 bis zum sogenannten „Black Friday“ am 15. April 2011 auf den Onlinepoker-Plattformen PokerStars und Full Tilt Poker unter dem Nickname TheTaker. In diesem Zeitraum erspielte sich mit Turnierpoker Preisgelder von rund 580.000 US-Dollar.
Seine erste Geldplatzierung bei einem Live-Turnier erzielte Ausmus im Januar 2008 in Tunica im US-Bundesstaat Mississippi. Im Mai 2010 war er erstmals bei der World Series of Poker (WSOP) im Rio All-Suite Hotel and Casino am Las Vegas Strip erfolgreich und platzierte sich bei einem Turnier mit 1000 US-Dollar Buy-in auf dem mit knapp 3000 US-Dollar dotierten 206. Platz. Anfang März 2011 belegte der Amerikaner den dritten Platz beim Main Event des Big Event in Los Angeles und erhielt 190.000 US-Dollar. Bei der WSOP 2012 landete er bis Anfang Juli achtmal in den Geldrängen und spielte anschließend das Main Event. Dort erreichte er mit dem kleinsten Chipstack den Finaltisch, der Ende Oktober 2012 ausgetragen wurde. Ausmus belegte den fünften Platz und sicherte sich sein bisher höchstes Preisgeld von mehr als 2 Millionen US-Dollar. Mitte Oktober 2013 gewann er bei der World Series of Poker Europe im französischen Enghien-les-Bains bei einem Event in Pot Limit Omaha ein Bracelet sowie eine Siegprämie von über 70.000 Euro. Bei einem Six-Handed-Event der WSOP 2014 erreichte er im Juni 2014 das Heads-Up, musste sich dort jedoch Joe Cada geschlagen geben und beendete das Turnier auf dem zweiten Platz, was ihm ein Preisgeld in Höhe von mehr als 400.000 US-Dollar einbrachte. Mitte August 2018 belegte der Amerikaner bei der Seminole Hard Rock Poker Open Championship in Hollywood, Florida, den zweiten Platz und erhielt ein Preisgeld von rund 540.000 US-Dollar. Bei der WSOP 2019 wurde er bei der Pot Limit Omaha Championship Vierter und sicherte sich rund 325.000 US-Dollar. Anfang Juli 2019 belegte Ausmus beim Main Event der partypoker Live Millions Vegas im Aria Resort & Casino am Las Vegas Strip den zweiten Platz und erhielt ein Preisgeld von 650.000 US-Dollar. Bei der WSOP 2021 entschied er das Covid-19 Relief Charity Event für sich und sicherte sich den Hauptpreis von knapp 50.000 US-Dollar sowie sein zweites Bracelet. Rund anderthalb Monate später entschied er auch das Pot-Limit Omaha High Roller der Turnierserie für sich und erhielt sein drittes Bracelet und eine Siegprämie von knapp 1,2 Millionen US-Dollar, womit Ausmus die Marke von 10 Millionen US-Dollar an kumulierten Turnierpreisgeldern durchbrach. Anfang Februar 2022 gewann er das vierte Event des PokerGO Cup im Aria Resort & Casino und erzielte insgesamt vier Geldplatzierungen, bei denen er sich rund 825.000 US-Dollar erspielte. Damit war der Amerikaner der erfolgreichste Spieler der Turnierserie, wofür er mit einer zusätzlichen Prämie von 50.000 US-Dollar ausgezeichnet wurde. Bei der WSOP 2022, die erstmals im Bally’s Las Vegas und Paris Las Vegas ausgespielt wurde, gewann er ein Event in Limit Hold’em und sicherte sich eine Siegprämie von knapp 150.000 US-Dollar sowie sein viertes Bracelet. Auch bei der World Series of Poker Online setzte sich Ausmus im September 2022 auf WSOP.com bei einem Event durch und erhielt sein fünftes Bracelet und rund 50.000 US-Dollar. Beim PokerStars Caribbean Adventure auf den Bahamas gewann er Ende Januar 2023 ein Deepstack-Event und belegte anschließend den dritten Platz beim PLO High Roller sowie Platz 13 bei der PokerStars Players Championship, wodurch er Preisgelder von knapp 550.000 US-Dollar erhielt. Daraufhin setzte sich der Amerikaner zum 22. Februar 2023 aufgrund seiner in den letzten drei Jahren erzielten Turnierresultate erstmals für eine Woche an die Spitze der Pokerweltrangliste. Bei der WSOP 2023 belegte er beim 100.000 US-Dollar teuren High Roller den mit rund 620.000 US-Dollar dotierten fünften Platz. Auch beim Secret Bounty der Turnierserie saß Ausmus am Finaltisch und beendete das Event als Vierter, wofür er über 230.000 US-Dollar erhielt. Anschließend gewann er das online ausgespielte High Roller und sicherte sich sein sechstes Bracelet sowie rund 360.000 US-Dollar.

### Preisgeldübersicht
| Jahr   | Preisgeld (in $) | Turniersiege |
| ------ | ---------------- | ------------ |
| 2008   | 68.333           | 0            |
| 2009   | 0                | 0            |
| 2010   | 22.164           | 0            |
| 2011   | 270.504          | 0            |
| 2012   | 2.343.983        | 1            |
| 2013   | 906.506          | 2            |
| 2014   | 636.740          | 1            |
| 2015   | 540.575          | 0            |
| 2016   | 177.526          | 0            |
| 2017   | 89.904           | 0            |
| 2018   | 1.023.381        | 0            |
| 2019   | 1.984.278        | 0            |
| 2020   | 97.029           | 0            |
| 2021   | 2.215.958        | 2            |
| 2022   | 2.826.767        | 5            |
| 2023   | 3.253.737        | 1            |
| gesamt | 16.457.385       | 12           |

### Braceletübersicht
Ausmus kam bei der WSOP 109-mal ins Geld und gewann sechs Bracelets:
| Jahr   | Buy-in   | Turnier                                        | Teilnehmer | Preisgeld   |
| ------ | -------- | ---------------------------------------------- | ---------- | ----------- |
| 2013 E | 01.650 € | Pot-Limit Omaha                                | 184        | 0.070.324 € |
| 2021 E | 01.000 $ | Covid-19 Relief No-Limit Hold’em Charity Event | 260        | 0.048.687 $ |
| 2021 E | 50.000 $ | High Roller Pot-Limit Omaha                    | 085        | 1.188.918 $ |
| 2022 E | 03.000 $ | 6-Handed Limit Hold’em                         | 213        | 0.142.147 $ |
| 2022 O | 00.365 $ | WSOP.com – No-Limit Hold’em                    | 571        | 0.051.807 $ |
| 2023 E | 03.200 $ | WSOP.com No-Limit Hold’em High Roller          | 321        | 0.360.036 $ |